# Kanclerz federalny Szwajcarii
Kanclerz federalny Szwajcarii (niem. Bundeskanzler(in); fr. Chancelier(-ière) fédéral(e); wł. Cancelliere(-a) della Confederazione; retorom. Chancelier(a) federal(a)) – urzędnik federalny w Szwajcarii, wybierany w wyborach, głowa Kancelarii Federalnej. Kancelaria Federalna stanowi wsparcie Szwajcarskiej Rady Związkowej – szwajcarskiego rządu i kolegialnej głowy państwa. Szwajcarski kanclerz federalny nie jest członkiem rządu, a jego uprawnienia są znacznie mniejsze niż urzędów o tej nazwie w Austrii czy Niemczech.
Kanclerz wybierany jest na czteroletnią kadencję przez Zgromadzenie Federalne, w tym samym czasie, kiedy odbywają się wybory Rady Związkowej.
Od 1 stycznia 2024 funkcję kanclerza pełni Viktor Rossi (GLP)

## Lista kanclerzy federalnych
| #  | Imię i Nazwisko                   | Portret | Kadencja        | Kadencja          | Partia polityczna | Partia polityczna |
| #  | Imię i Nazwisko                   | Portret | Od              | Do                | Partia polityczna | Partia polityczna |
| -- | --------------------------------- | ------- | --------------- | ----------------- | ----------------- | ----------------- |
| 1  | Johann Ulrich Schiess (1813–1883) |         | 16 grudnia 1848 | 31 grudnia 1881   |                   | FDP               |
| 2  | Gottlieb Ringier (1837–1929)      |         | 1 stycznia 1882 | 31 grudnia 1909   |                   | FDP               |
| 3  | Hans Schatzmann (1848–1923)       |         | 1 stycznia 1910 | 31 grudnia 1918   |                   | FDP               |
| 4  | Adolf von Steiger (1859–1925)     |         | 1 stycznia 1919 | 1 marca 1925      |                   | FDP               |
| 5  | Robert Käslin (1871–1934)         |         | 26 marca 1925   | 31 marca 1934     |                   | FDP               |
| 6  | George Bovet (1874–1946)          |         | 1 kwietnia 1934 | 31 grudnia 1943   |                   | FDP               |
| 7  | Oskar Leimgruber (1886–1976)      |         | 1 stycznia 1944 | 10 listopada 1951 |                   | KVP               |
| 8  | Charles Oser (1902–1994)          |         | 13 grudnia 1951 | 31 grudnia 1967   |                   | FDP               |
| 9  | Karl Huber (1915-2002)            |         | 1 stycznia 1968 | 30 czerwca 1981   |                   | KVP               |
| 10 | Walter Buser (1926-2019)          |         | 1 lipca 1981    | 30 czerwca 1991   |                   | SP                |
| 11 | François Couchepin (1935-2023)    |         | 1 lipca 1991    | 31 grudnia 1999   |                   | FDP               |
| 12 | Annemarie Huber-Hotz (1948-2019)  |         | 1 stycznia 2000 | 31 grudnia 2007   |                   | FDP               |
| 13 | Corina Casanova (ur. 1956)        |         | 1 stycznia 2008 | 31 grudnia 2015   |                   | KVP               |
| 14 | Walter Thurnherr (ur. 1963)       |         | 1 stycznia 2016 | 31 grudnia 2023   |                   | KVP               |
| 15 | Viktor Rossi (ur. 1968)           |         | 1 stycznia 2024 | nadal             |                   | GLP               |